# Dimetrodon
Dimetrodon  (/daɪˈmiːtrədɒn/ ⓘ hoặc /daɪˈmɛtrədɒn/: nghĩa là hai cỡ răng, tên tạm dịch là bò sát lưỡng nha hoặc bò sát tạp nha) là một loài động vật ăn thịt thuộc Nhánh Mặt thú (bò sát giống thú có vú). Nó sống vào đầu kỉ Permi, cách đây khoảng 295–265 triệu năm. Nó là thành viên của họ Sphenacodontidae. Đặc điểm nổi bật nhất của Dimetrodon là một "cánh buồm" lớn trên lưng được các gai xương sống kéo dài tạo ra. Nó đi bốn chân và có hộp sọ dài, cong với răng có nhiều kích cỡ trên cùng một hàm. Hầu hết hóa thạch của nó được tìm thấy ở miền tây nam Hoa Kỳ, và hầu hết số hóa thạch đó ở Texas và Oklahoma. Gần đây hơn, đã tìm ra hóa thạch của loài này ở Đức.